# Dukuhrejosari
Dukuhrejosari is een bestuurslaag in het regentschap Kebumen van de provincie Midden-Java, Indonesië. Dukuhrejosari telt 1741 inwoners (volkstelling 2010).